# Даниловка (городской округ Славгород)
Даниловка — село в Алтайском крае России. Входит в городской округ город Славгород.

## История
В 1928 году выселок Даниловка состоял из 96 хозяйств в составе Ново-Вознесенского сельсовета Знаменского района Славгородского округа Сибирского края.

## Население
В 1928 году в выселке проживало 495 человек (238 мужчин и 257 женщин), основное население — украинцы.
| 1997 | 1998 | 1999 | 2000 | 2001 | 2002 | 2003 |
| ---- | ---- | ---- | ---- | ---- | ---- | ---- |
| 155  | ↘148 | ↗153 | ↘152 | ↘148 | ↘143 | ↘133 |
| 2004 | 2005 | 2006 | 2007 | 2008 | 2009 | 2010 |
| ↘131 | ↘130 | ↘126 | ↘120 | ↗124 | ↘121 | ↘90  |
| 2011 | 2012 | 2013 |      |      |      |      |
| ↘88  | ↘86  | ↘79  |      |      |      |      |

## Известные уроженцы
- Крикун, Александр Филиппович (1909—1970) — советский воздухоплаватель, совершивший ряд рекордных полётов на аэростатах, а так же парашютных прыжков с них.